# Schloss Le Moulin

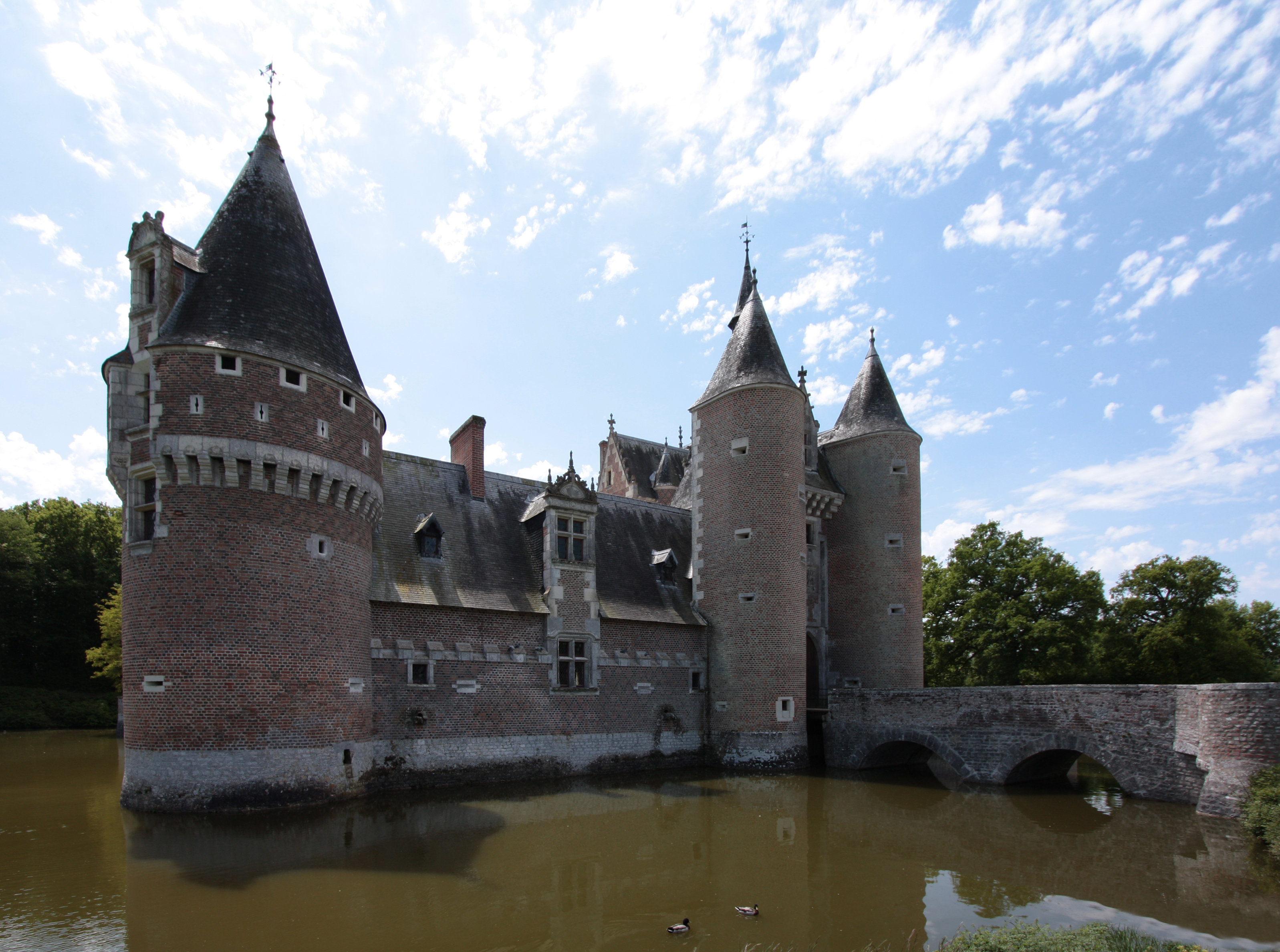
Zugang auf der Nordseite

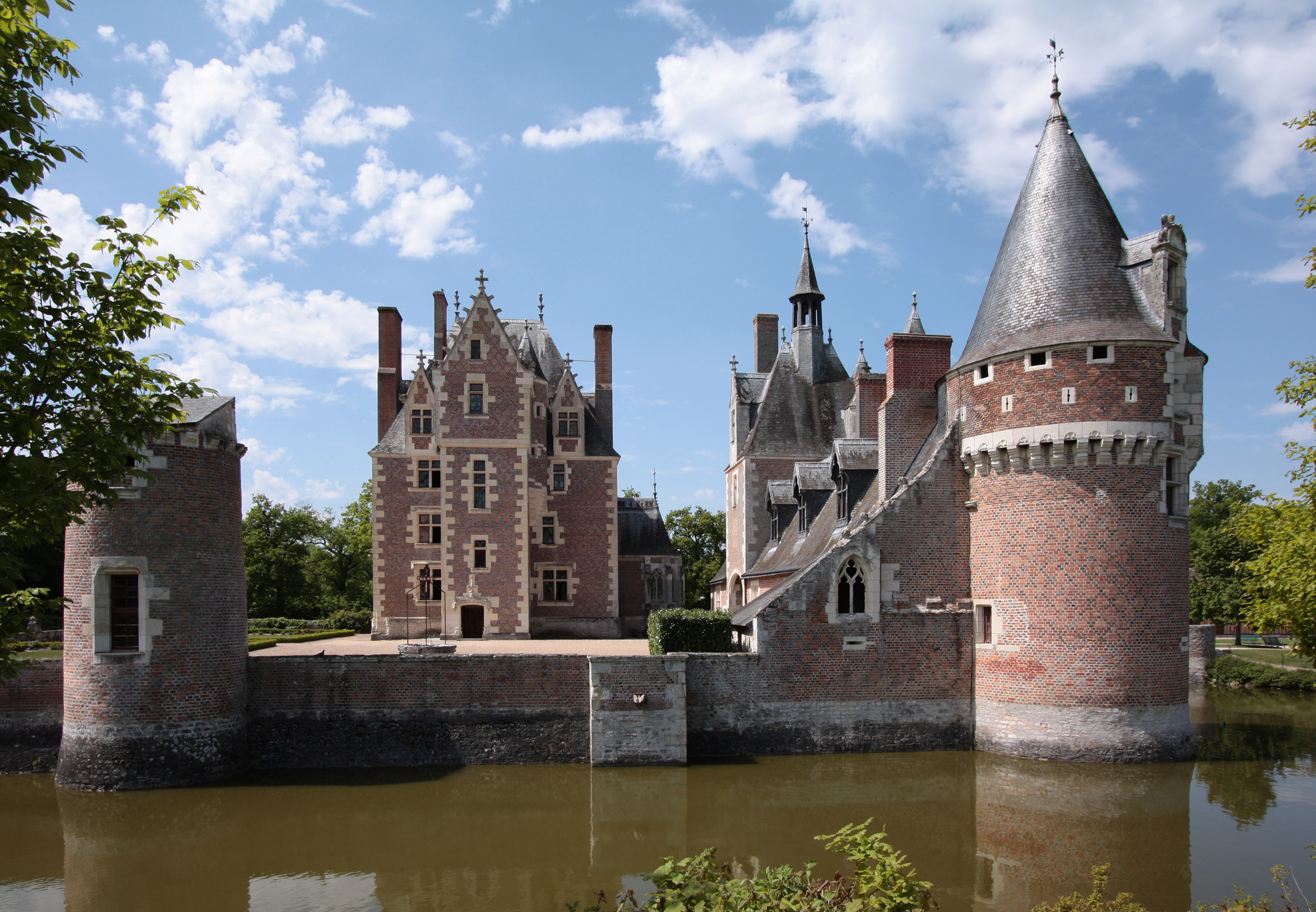
Schlossanlage, Ostseite

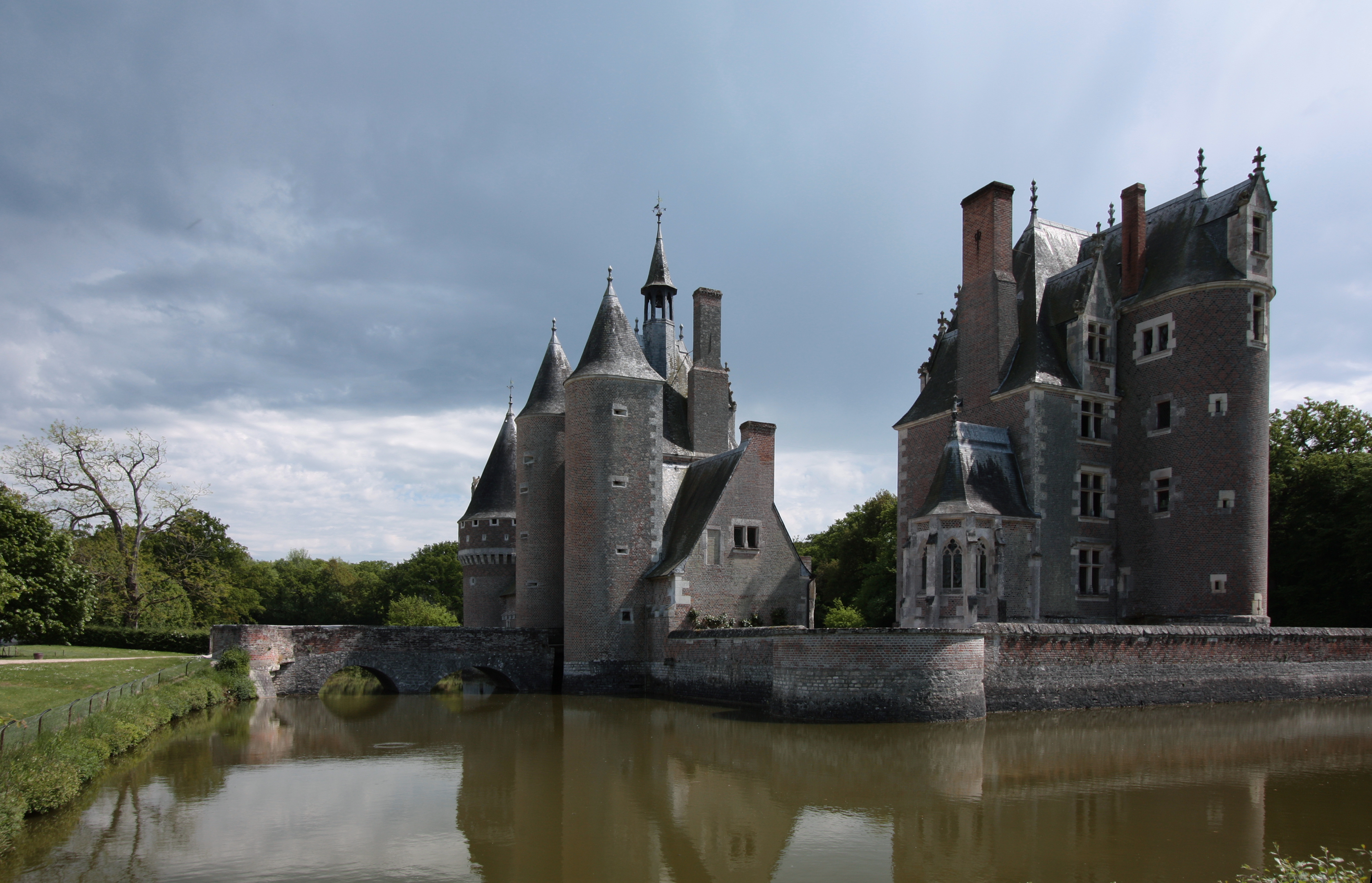
Schlossanlage, Westseite

Das Schloss Le Moulin gehört zur französischen Gemeinde Lassay-sur-Croisne im Département Loir-et-Cher der Region Centre-Val de Loire. Das freistehende, rechteckig angelegte Wasserschloss, dessen breite Gräben von einem Nebenfluss der Croisne gespeist werden, wurde in der Zeit von 1480 bis 1500 von dem Hofarchitekten Jacques de Persigny erbaut und 1947 umfassend restauriert. Nachdem es im Januar 1926 in die Denkmalliste eingeschrieben (französisch: inscrit) worden war, folgte am 27. April 1927 die Klassifizierung (französisch classé) als Monument historique.

## Geschichte
Dem Stallmeister Philippe du Moulin, der 1495 Karl VIII. während der Schlacht bei Fornovo das Leben retten sollte, wurde 1490 erlaubt, seinen gerade im Bau befindlichen Wohnsitz von Lassay-sur-Croisne zu befestigen. Der dankbare König verhalf seinem Jugendfreund zu einer reichen Ehefrau, der Witwe von Jean d’Harcourt, machte ihn zu seinem Kammerherrn und Ratgeber und vertraute ihm die Herrschaft von Langres an, wo er 1506 starb.

## Architektur
Die mit Eisen beschlagenen, eichenen Tore des Eingangsschlösschens stammen aus der Zeit der Erbauung des Schlosses und wurden früher durch eine Zugbrücke geschützt. Über dem Tor ist das Wappen Philippe du Moulins angebracht: „D’Azur à trois Fasces d’Argent“ (deutsch: „In Blau drei silberne Balken“).
Vom ursprünglichen Schloss, das von einem Graben und Schutzwällen mit vier Ecktürmen umgeben war, blieben nur der Bergfried, der Schlossturm, die beiden Eingangstürme und ein Teil der Schutzwälle, die jetzt überdeckt sind, sowie ein zur Zeit Ludwigs XIII. erhöhter Turm.
Le Moulin ist ein gutes Beispiel für die Verbindung von Bruchstein und Ziegel. Die glasierten Ziegel wurden zu Mustern gefügt, wie es am Ende des 15. Jahrhunderts in den Landsitzen an der Loire äußerst populär war. Der Wohntrakt ist typisch für herrschaftliche Wohnsitze dieser Zeit. Eine Wendeltreppe in einem viereckigen Turm führt zu den über mehrere Ebenen verteilten Wohnräumen und zu einer Dependance im runden, an die Außenfassade gebauten Halbturm. Am Fuß des Wohntraktes liegt ein elegantes Oratorium im Flamboyantstil.